# Saropogon aretalogus
Saropogon aretalogus là một loài ruồi trong họ Asilidae. Saropogon aretalogus được Séguy miêu tả năm 1953. Loài này phân bố ở vùng Cổ Bắc giới.